# Gilles Panizzi
Gilles Panizzi, född 19 september 1965, är en fransk före detta rallyförare.
Under 1996 och 1997 vann Panizzi det franska mästerskapet i en Peugeot-finansierad 306 kitcar. Han vann totalt sju WRC (World Ralyy Championship) tävlingar, alla på asfalt. Dock så gjorde hans problem att matcha sina rivalers fart på grus, lera och snö att han aldrig lyckades utmana VM-titeln under sina år hos Peugeot.
2004 anställde Mitsubishi Motor Sports Panizzi och hans bror för att leda företagets comeback i WRC. 2005 ersattes Panizzi av Harri Rovanperä och fick istället dela andrabilen med Gianluigi Galli. Hans bästa resultat det året blev en tredje plats i Monte Carlo Rallyt och tog bara poäng i en annan tävling under året.
2006 skrev han på för semiprivata Red Bull[Škoda. Trots en bra start i årets första tävling i Monte Carlo, uttryckte han sitt missnöje med bilens prestanda och efter en misslyckad tävling i Spanien meddelade han att han lämnar teamet.
Panizzi deltog i två deltävlingar i IRC (Intercontinental Rally Challenge) - Rallye Sanremo 2007 i en Peogeot 207 S2000 och i Rallye Sanremo 2010 i en Proton Satria S2000 och slutade på en 8e respektive 20e plats.
I Rally Mont-Blanc Morzine 2021 gjorde Panizzi ett tillfälligt inhopp i en Hyundai i20 R5 och slutade på en 15e plats totalt.